# Agrotis hampsoni
Agrotis hampsoni là một loài bướm đêm trong họ Noctuidae.